# بيت بارنز
بيت بارنز (بالإنجليزية: Pete Barnes)‏ هو لاعب كرة قدم أمريكية أمريكي، ولد في 31 أغسطس 1945 في كيتشي في الولايات المتحدة.

## وصلات خارجية
- بيت بارنز على موقع مرجع كرة القدم المحترفة.كوم (الإنجليزية)